# GEONAM Österreich
GEONAM Österreich ist die Bezeichnung für die offizielle Datenbank für geographische Ortsbezeichnungen (Toponymika) in Österreich.
Diese Datenbank enthält über 220.000 Namen, im Besonderen die etwa 115.000 Namen der amtlichen Österreichischen Karte 1:50.000 (ÖK50) – das sind alle Gebiets-, Landschafts- und Ortsbezeichnungen, die im Digitalen Landschaftsmodell Österreich enthalten sind. Das Spektrum der Namen reicht dabei von Gebiets-, Gebirgs- und Bergbezeichnungen, Riednamen (Flurnamen i. e. S.) (die anderen 105.000), über Städte-, Gemeinde- und Siedlungsnamen bis zu Namen von Einzelobjekten wie Schlösser, Burgen, Berghütten, Krankenhäuser etc. (POI, Point of Interest), alle Gewässernamen (Flüsse, Seen etc.) sowie die der Gletscher sind enthalten, während Straßennamen nicht erfasst werden. Die geometrische Genauigkeit der Informationen entspricht jener des Kartographischen Modells 1:50000 (KM50) bzw. der digitalen Orthofotos (DOP).
Die Daten sind georeferenziert, das heißt zu jedem Eintrag sind auch koordinative Bezugspunkte gespeichert, mit denen der Ortsname auf einer Landkarte gefunden werden kann. GEONAM ist verknüpft mit der digitalen Landkarte Österreichs (Austrian Map), sodass eine Datenbankabfrage sofort auf der digitalen Karte angezeigt werden kann. Dabei sind die Karten so gestaltet, dass in der Österreichischen Karte 1:50.000 alle Namen aus der GEONAM-Datenbank eingezeichnet sind (aber nicht umgekehrt).
Geführt wird die Datenbank vom österreichischen Bundesamt für Eich- und Vermessungswesen (BEV). Die Daten werden (mit Ausnahme der Riednamen) in einem 3-jährigen Zyklus überprüft, wesentliche Veränderungen werden laufend aktualisiert.
Mit Hilfe der Suchfunktion ist die Datenbank online sowohl im gemeinsamen Geoinformationswebportal Geoland der österreichischen Bundesländer, wo auch andere Namensgruppen erfasst sind (z. B. Autobahnen und Landesstraßen B, oder organisatorische Gebiete wie Landschaftsschutzgebiete), wie auch im AMAP Austria (Digitale Österreichkarte online) des Bundesamtes für Eich- und Vermessungswesen erreichbar. Auch die mit Geoland vernetzten GIS-Server der Bundesländer greifen darauf zu.